# Jorge Bomfim
Jorge Olavo dos Santos Bomfim (Ribeirão Preto, 1934 - Santo André 2 de março de 2021) foi um arquiteto brasileiro radicado em Santo André, São Paulo. Foi conhecido por sua participação nos projetos do Paço Municipal de São Bernardo do Campo e do Centro Universitário do ABC (atual Fundação Santo André), cujo edifício da Faculdade de Filosofia  foi  premiado com menção honrosa na 10ª Bienal de Arquitetura São Paulo. Projetou também o Fórum de Santo André, localizado no Centro Cívico da cidade e tombado pelo Conselho de Defesa do Patrimônio Histórico do estado de São Paulo. É considerado representante da arquitetura brutalista paulista e é arquiteto emérito da Associação dos Engenheiros e Arquitetos do ABC.